# The Dead Pool
La Lista Negra (The Dead Pool según su título original en inglés; y Sala de espera al infierno en Hispanoamérica) es una película estadounidense de 1988, dirigida por Buddy Van Horn y protagonizada por Clint Eastwood, Patricia Clarkson, Liam Neeson y Evan C. Kim en los papeles principales.
Aparece la banda estadounidense de rock Guns N' Roses en la película así como su canción Welcome to the Jungle. Es la quinta y última película de la serie de Harry el sucio.

## Argumento
El policía Harry Callahan (Clint Eastwood) logra que un jefe mafioso sea encarcelado en la Prisión Estatal de San Quentin. Esto hace que su cabeza tenga un precio entre los pistoleros mafiosos de la ciudad y sufre un intento de atentado donde termina causando la muerte de sus agresores mediante su revólver. Al mismo tiempo, sus jefes desean aprovechar su popularidad como un elemento en una campaña de relaciones públicas de la Policía de San Francisco, y le ordenan ser su representante frente a la prensa, cosa que él detesta. Para reforzar la campaña, le asignan un nuevo compañero, Al Quan (Evan Kim), de origen asiático, para acercarse a dicha comunidad.
En el puerto, el director de cine británico Peter Swan (Liam Neeson), está filmando un vídeo con Johnny Squares (Jim Carrey), un vocalista de rock que ha caído en la adicción a las drogas. En un descanso, Johnny es asesinado con una sobredosis. Harry Callahan y Al Quan investigan el caso y Harry tiene un incidente con los reporteros, en especial con la reportera Samantha Walker (Patricia Clarkson), terminando con la destrucción de una cámara por parte de Harry. Más tarde, se enteran por el director Swan, de la existencia de un juego de apuestas entre algunos personajes famosos de la ciudad. Existe una lista en la cual aparecen varios nombres, y el ganador es quien logre adivinar quién será el próximo en morir.
En un restaurante oriental se desarrolla un asalto y los policías acuden a la llamada. Siguiendo su acostumbrada táctica, Harry sorprende a los asaltantes y les dispara sistemáticamente a cada uno de ellos. Uno logra escapar y es enfrentado por Al Quan, que hace alarde de sus conocimientos en lucha marcial y lo captura. Una de las víctimas del asalto resulta ser el productor de Peter Swan, que además lleva una lista entre sus ropas. Los policías comienzan a sospechar de Peter Swan, pero otros crímenes siguen sucediendo dándole a éste coartadas. En la investigación de otro asesinato, nota Harry el nombre de la reportera de televisión Samantha Walker en la lista y decide conversar con ella. Ella, a su vez está realizando un reportaje sobre él, y acuerdan reunirse y cenar juntos, pero la reunión fracasa.
Otra de las víctimas del mortal juego de apuestas es asesinado mediante una bomba colocada en un coche teledirigido. Dicha víctima también poseía una lista, pero esta vez uno de los nombres había sido reemplazado por el de Harry Callahan. Él decide reunirse nuevamente con Samanta y la invita a cenar. Terminada la cena son atacados con metralletas por pistoleros mientras bajan por un ascensor exterior. Harry protege a Samantha y sale luego en busca de sus atacantes, a los cuales también liquida. Para terminar la noche, un desequilibrado mental, Gus Wheeler (Louis Giambalvo), que es uno de los sospechosos de los asesinatos, amenaza con quemarse vivo frente al público, pero quiere hacerlo ante las cámaras. Harry decide aprovechar la presencia de Samantha para acercarse al suicida, aparentando ser su camarógrafo. En un principio logran reducirlo pero una lata de gasolina se vuelca y el suicida termina con sus ropas en llamas. Harry decide visitar al jefe mafioso en la cárcel y, mediante una argucia, consigue detener las agresiones contra él, e incluso recibir la protección de los pistoleros.
En la investigación aparece el nombre de Harlan Rook (David Hunt), un exempleado de Peter Swan, y Harry y su compañero allanan su domicilio encontrando pruebas de su relación con los crímenes. Más tarde, Harry y Al están patrullando las calles cuando descubren que son perseguidos por otro automóvil teledirigido cargando una bomba. Después de una carrera por las calles del puerto, finalmente son atrapados en un callejón sin salida y ambos resultan heridos por la explosión. Harry resulta menos afectado y se entera de que Samantha ha sido secuestrada por Harlan Rook para atraerlo a él y asesinarlo, y así ganar la apuesta, pero Harry termina haciéndolo suyo.